# Gäddtjärnen (Lycksele socken, Lappland, 715110-162393)
Gäddtjärnen är en sjö i Lycksele kommun i Lappland och ingår i Öreälvens huvudavrinningsområde.